# Transmongolske jernbane
Den transmongolske jernbane forbinder Den transsibiriske jernbane ved Ulan-Ude i Rusland med det kinesiske jernbanenet ved Jining i Ulanqab, Kina via Ulan Bator i Mongoliet. Linjen blev konstrueret mellem 1949 og 1961. Jernbanen er stort set enkeltsporet i Mongoliet og dobbeltsporet i Kina. Sporvidden i Rusland og Mongoliet er 1.520 mm, mens den er 1.435 mm i Kina.
Vigtige stationer i Mongoliet er Sükhbaatar, Darkhan, Choir, Sajnsjand og Zamyn-Üüd, mens kinesiske Erenhot er grænsestation, hvor der ændres sporvidde.